# Epidendrum volutum
Epidendrum volutum är en orkidéart som beskrevs av John Lindley och Joseph Paxton. Epidendrum volutum ingår i släktet Epidendrum och familjen orkidéer. Inga underarter finns listade i Catalogue of Life.